# Adriano Cevolotto
Adriano Cevolotto (* 29. dubna 1958 Treviso) je italský římskokatolický duchovní a biskup Piacenzy-Bobbia.

## Život
Narodil se 29. dubna 1958 v Trevisu.
Vstoupil do kněžského semináře v rodném městě. Po teologickém a filozofickém studiu byl 26. května 1984 biskupem Antoniem Mistrorigem vysvěcen na kněze a inkardinován do diecéze Treviso. Stal se farním vikářem v Castelfranco Veneto. Následně byl pozván jako učitel do semináře a roku 1989 jmenován osobním sekretářem biskupa. Na Papežské teologické fakultě Severní Itálie získal licenciát z dogmatické teologie. Poté přednášel v Teologickém studiu Treviso-Vittorio Veneto.
Dne 6. listopadu 2000 byl ustanoven biskupským delegátem pro formaci kléru a rektorem kněžského semináře. O deset let později mu byla svěřena funkce arcikněze-opata farnosti sv. Liberála v Castelfranco Veneto. Od 29. června 2014 se stal generálním vikářem.
Dne 12. července 2020 jej papež František jmenoval biskupem Piacenzy-Bobbia. Biskupské svěcení přijal 26. září z rukou biskupa Michele Tomasiho a spolusvětiteli byli arcibiskup Erio Castellucci a biskup Gianni Ambrosio.